# Eupithecia noxia
Eupithecia noxia är en fjärilsart som beskrevs av András Vojnits 1979. Eupithecia noxia ingår i släktet Eupithecia och familjen mätare. Inga underarter finns listade i Catalogue of Life.